# Contea di McLeod
La contea di McLeod in inglese McLeod County è una contea dello Stato del Minnesota, negli Stati Uniti. La popolazione al censimento del 2000 era di 34 898 abitanti. Il capoluogo di contea è Glencoe.